# Kalymnos
Kalymnos (druhý pád Kalymnu nebo Kalymnosu) (řecky Κάλυμνος) je řecký ostrov, který leží v Egejském moři severovýchodně od Kréty. Je čtvrtý největší v Dodekanech po Rhodu, Karpathu a Kósu. Spolu s blízkými ostrovy Pserimos (80 obyv.), Telendos (94 obyv.), Kalolimnos (2 obyv.), Plati (2 obyv.) a pěti neobydlenými ostrůvky tvoří stejnojmennou obec. Ostrov Kalymnos má rozlohu 110,581 km² a obec 134,544 km². Nachází se západně od tureckého poloostrova Bodrum (starověký Halikarnassos), mezi ostrovy Kós (12 km jižně) a Leros (2 km severně). Obec je součástí stejnojmenné regionální jednotky Kalymnos.

## Obyvatelstvo
V roce 2011 žilo v obci 16 179 obyvatel, z čehož připadalo 16001 na hlavní ostrov Kalymnos a 94 na Telendos, 80 na Pserimos a po 2 na Plati a Kalolimnos. Hlavním a největším městem ostrova je město Pothia (oficiálně Kalymnos). Celý ostrov tvoří jednu obec, která se nečlení na obecní jednotky a komunity a skládá se přímo z jednotlivých sídel, tj. měst a vesnic. V závorkách je uveden počet obyvatel jednotlivých sídel.
- obec, obecní jednotka a komunita Kalymnos (16179)
  - sídla na hlavním ostrově — Arginonda (17), Argos (278), Emporios (56), Kamari (86), Myrties (325), Panormos (2069), Pothia (12324), Skalia (41), Vathy (492), Vlychadia (68), Vothyni (245).
  - okolní ostrovy — Imia Limnia Do (0), Imia Limnia Ena (0), Kalavros (0), Kalolimnos (2), Nera (0), Plati (2), Pserimos (80), Safonidi (0), Telendos (94).

## Geografie
Vlastní ostrov Kalymnos je přibližně obdélníkového tvaru, o délce 21 km a šířce 13 km. Má velmi nepravidelné pobřeží s mnoha chráněnými zátokami. Ostrov je hornatý.

## Doprava
Na ostrov jezdí trajekty ze sousedního ostrova Kós, z přístavu Mastichari. Velký trajekt jede necelou hodinu, malý trajekt 25 minut. Na ostrově jezdí taxíky, několik autobusových linek a individuální doprava. Autobusy nejezdí v neděli. Fungují zde půjčovny skútrů, čtyřkolek, aut a jízdních kol. Letiště na Kalymnu je menší. Hlavní město Pothia má největší přístav na ostrově. Menší přístavy jsou ještě Panormois a Myrties odkud plují lodi na sousední ostrov Telendos.

## Hospodářství
Ostrov je převážně neúrodný, kromě dvou úrodných údolí Vathi a Pothia, kde se pěstují olivy, pomeranče a vinná réva. Turistická centra jsou na západním pobřeží od obce Myrties přes Masouri po Armeos. Zde je mnoho ubytovacích kapacit, restaurací, kaváren i obchodů.

### Sportovní lezení
Ve 21. století se ostrov stal významným střediskem sportovního lezení, když se na něm konalo několik lezeckých festivalů včetně Petzl Rock Trip. V roce 2010 zde bylo vybaveno jištěním 64 skalních sektorů s 1700 lezeckými cestami a nové cesty i sektory stále přibývají i na sousedních ostrovech Telendos a Leros. V roce 2015 zde již bylo 2700 lezeckých cest. Díky lezení se turistická sezóna rozšířila prakticky na celý rok, nejvhodnější podmínky k lezení jsou na jaře a na podzim. Většina cest je jednodélkových, ale Kalymnos nabízí i cesty vícedélkové. Nejtěžší lezeckou cestou je Los Revolucionarios s obtížností 9a od českého lezce Adama Ondry, který ji jako první přelezl ve svých 16 letech v roce 2009..

### Potápění
Potápění má na ostrově velkou tradici. Před nástupem rozmachu sportovního lezení byl ve světě známý jako dodavatel mořských hub. Mořské houby se ze dna vynášejí stále, ale dnes již spíše jako atrakce pro turisty. Průzračné moře kolem ostrova dává možnosti sportovního potápění.

### Turistika
Na ostrově jsou značené turistické cesty a jedna via ferrata. Dobré turistické trasy jsou též na ostrově Telendos.

## Galerie

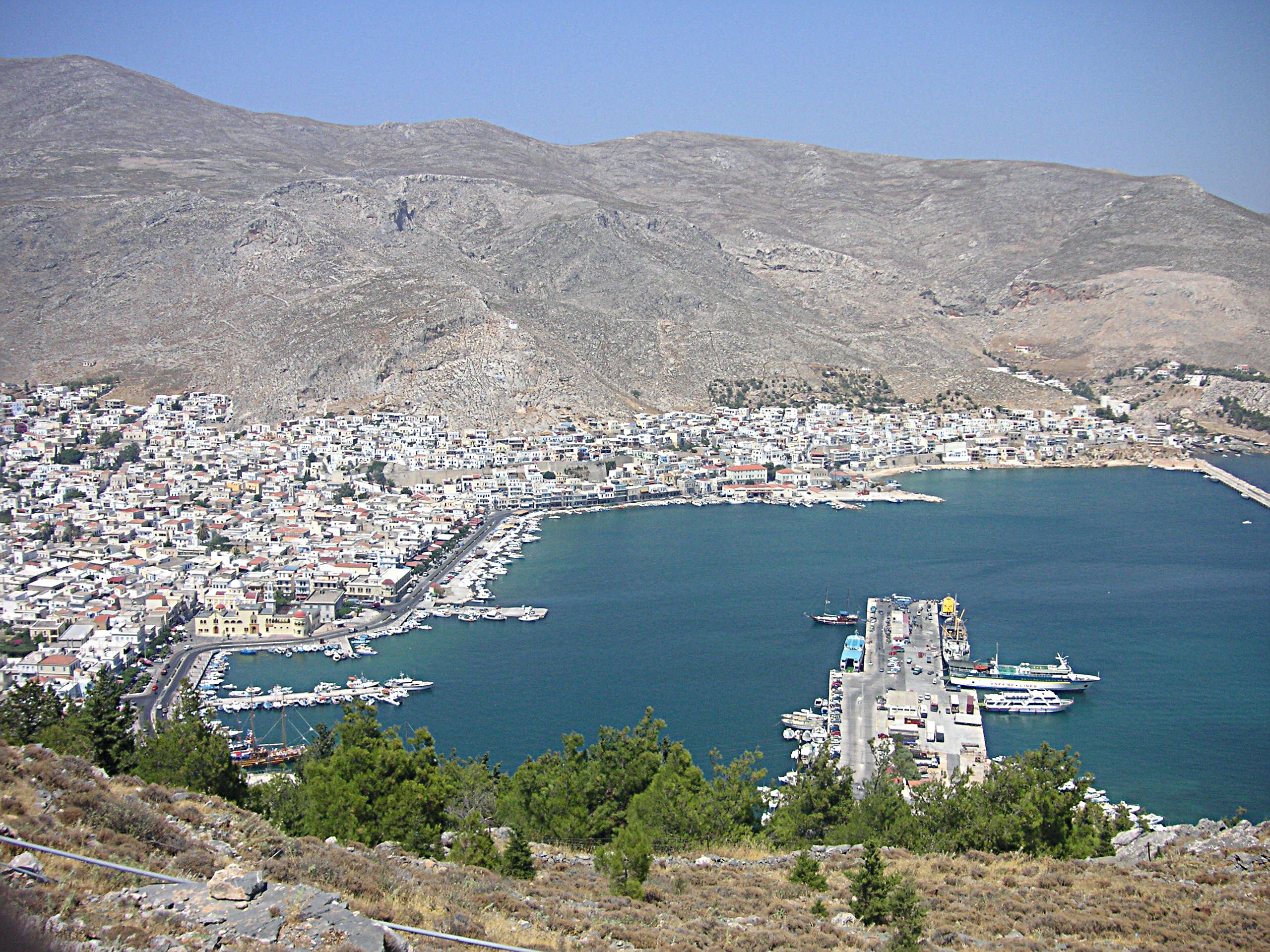
Pothia
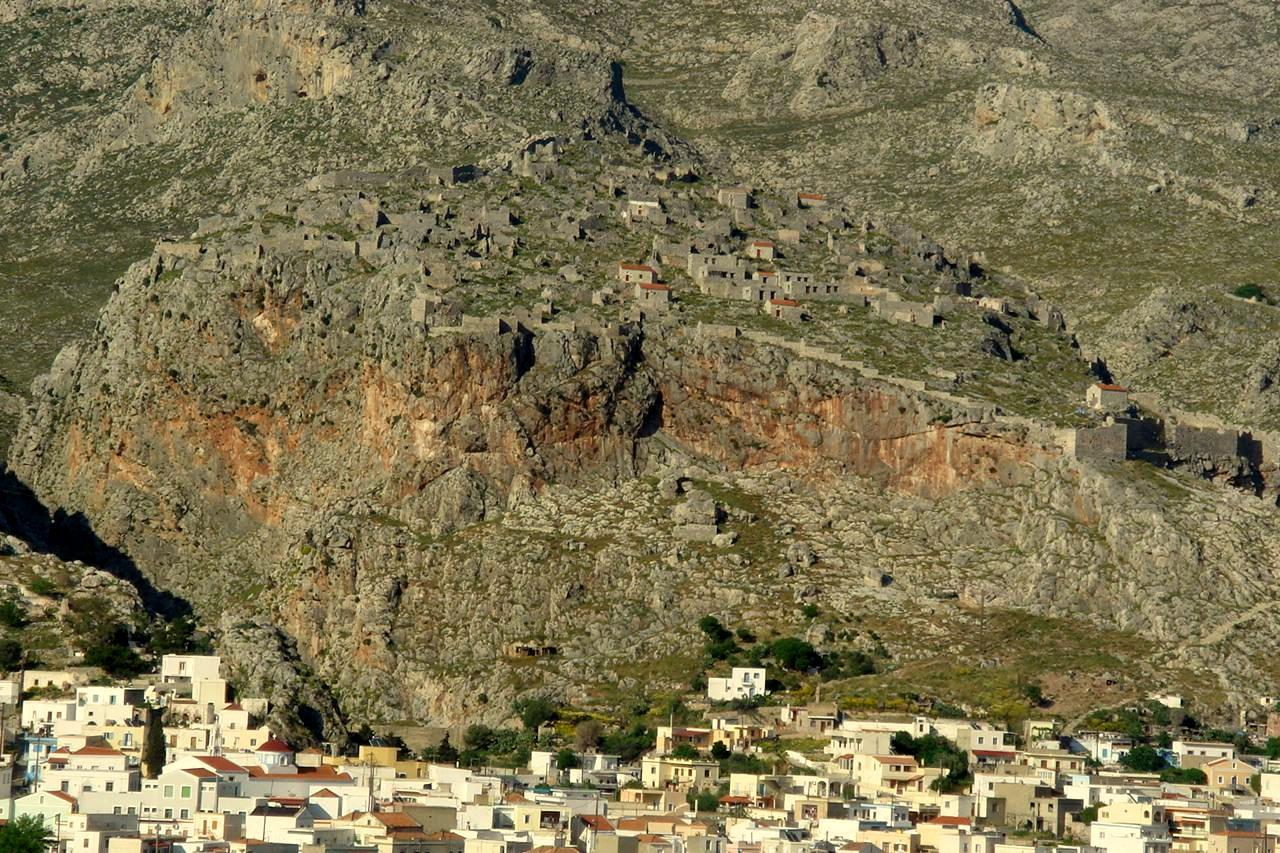
Středověký hrad a město Chorio
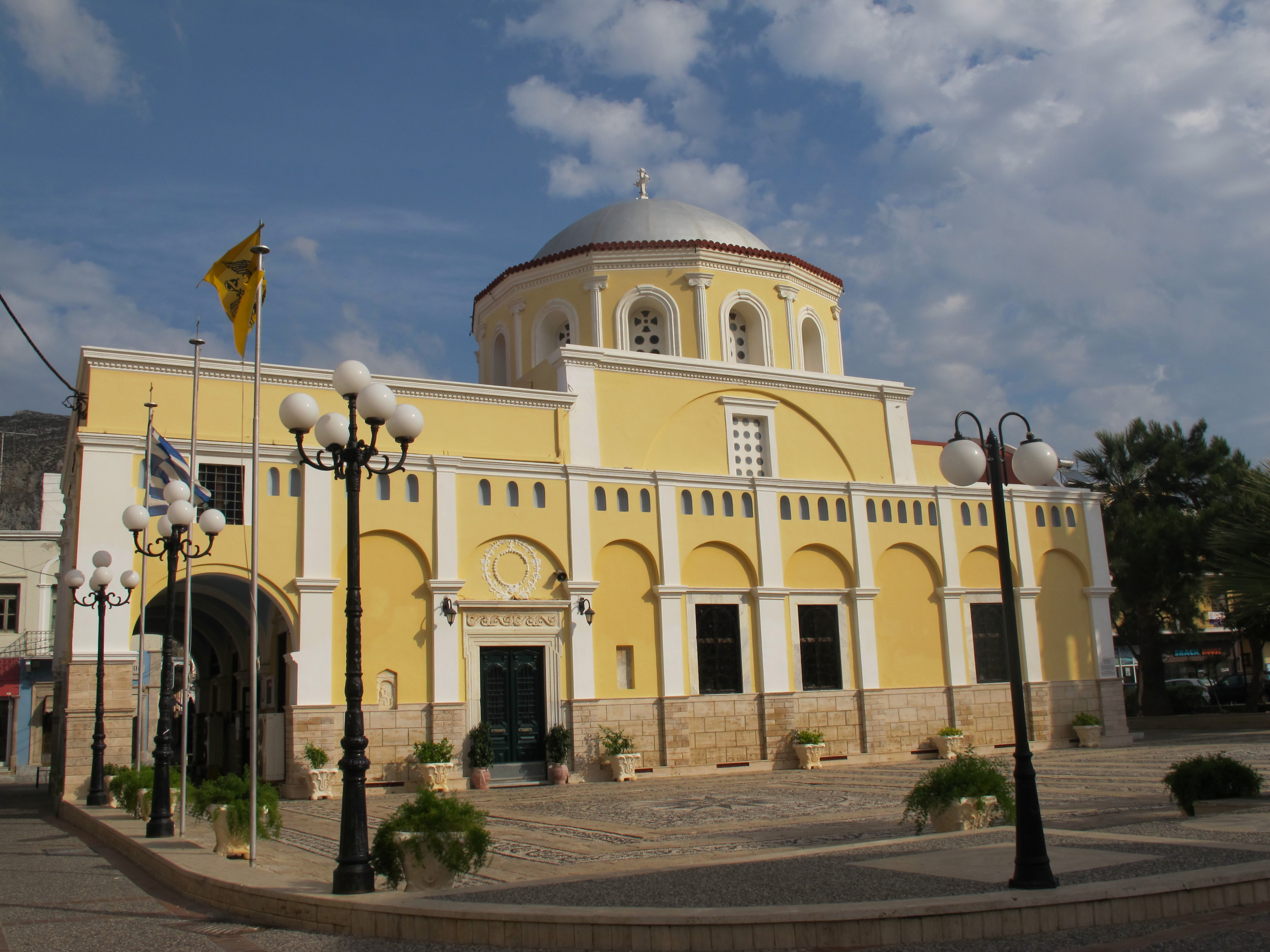
Katedrála Metamorfosi Sotiros Christou
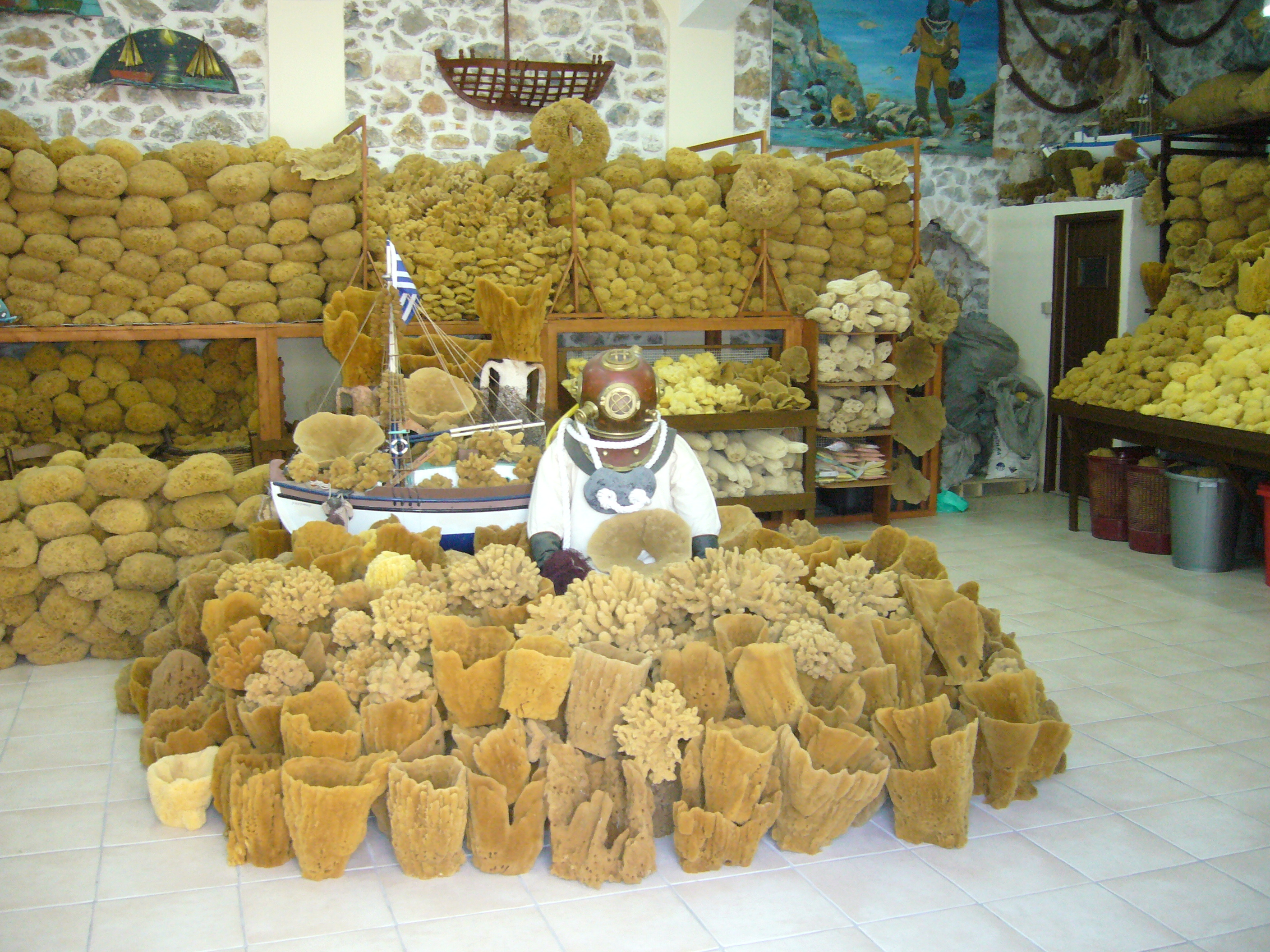
Přírodní houby z Kalymnu